# Гремучее (Брянская область)
Гремучее (также назывался Пионерский) — посёлок в Брасовском районе Брянской области, в составе Столбовского сельского поселения. 
 Расположен в 3 км к югу от посёлка Летча. Население — 9 человек (2010).
Возник в 1920-е годы. До 1960 года — центр Пионерского сельсовета; в 1960—2005 гг. — в Городищенском (2-м) сельсовете.
| Годы      | 1979 | 1989 | 2002 | 2010 |
| --------- | ---- | ---- | ---- | ---- |
| Население | 83   | 47   | 30   | 9    |